# Língua indo-coistani
Indo-coistani (Kōstāĩ) é uma língua dárdica falada em parte do vale do rio Indo no distrito de Coistão, em Caiber Paquetuncuá, Paquistão. A língua foi referida como  'Maiyã'  (Mayon) ou  'Shuthun'  pelos primeiros pesquisadores, mas observações subsequentes não verificaram que esses nomes são conhecidos localmente.

## Fonologia
A fonologia do Indus Kohistani varia entre seus dialetos principais, conforme abaixo. 
No dialeto Kanyawali, as vogais posteriores / u / e / o / são descritas como variantes uma da outra, assim como as vogais anteriores / i / e / e /.

### Consoantes
O inventário consoante do indo-coistani é mostrado na tabela a seguir (Consoantes particulares do do dialeto Kanyawali de Tangir e aqueles encontrados apenas nos dialetos coistanis  são codificados por cores respectivamente.)
|                |                   | Labial | Coronal | Retroflexa | Palatal | Velar | Uvular | Glotal |
| -------------- | ----------------- | ------ | ------- | ---------- | ------- | ----- | ------ | ------ |
| Nasal Oclusiva | sonora            | m      | n       | ɳ          |         |       |        |        |
| Nasal Oclusiva | Sussurrada sonora | (mʱ)   |         |            |         |       |        |        |
| Oclusiva       | sonora            | p      | t       | ʈ          |         | k     | (q)    |        |
| Oclusiva       | aspirada          | pʰ     | tʰ      | ʈʰ         |         | kʰ    |        |        |
| Oclusiva       | sonora            | b      | d       | ɖ          |         | ɡ     |        |        |
| Oclusiva       | Sussurrada sonora | bʱ     | dʱ      | ɖʱ         |         | ɡʱ    |        |        |
| Africada       | sonora            |        | ts      | tʂ         | tʃ      |       |        |        |
| Africada       | aaspirada         |        | tsʰ     |            | tʃʰ     |       |        |        |
| Africada       | sonora            |        |         |            | dʒ      |       |        |        |
| Fricativa      | surda             | f      | s       | ʂ          | ʃ       | x     |        | h      |
| Fricativa      | sonora            | v      | z       | ʐ          | ʒ       | ɣ     |        |        |
| Lateral        | Lateral           |        | l       |            |         |       |        |        |
| Rótica         | sonora            |        | r       | ɽ          |         |       |        |        |
| Rótica         | Sussurrada sonora |        | rʱ      | ɽʱ         |         |       |        |        |
| Semivogal      | Semivogal         |        |         |            | j       | w     |        |        |

Os fonemas / x /, / ɣ / e / q / são encontrados principalmente em palavras emprestadas de outras línguas. O status de / q / no dialeto Kanyawali  não é claro;

### Vogais
|         | Anterior | Central | posterior |
| ------- | -------- | ------- | --------- |
| Fechada | i iː     |         | u uː      |
| Medial  | e eː     |         | o oː      |
| Aberta  |          | a aː    |           |

## Escrita
A língua indo-coistani usa a escrita Árabe